# Prasat Hin Ban Samo

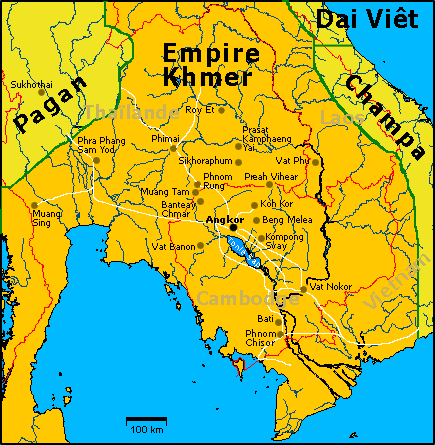
Principaux sites khmers

Prasat Hin Ban Samo est une chapelle d'hôpital construite par Jayavarman VII, située à proximité de Pran Ku (Province de Si Saket).
Selon une inscription découverte à Ta Prohm, le roi Jayavarman VII fit construire 102 Arogayasalas (ou Arogyasalas), des hôpitaux répartis sur l'ensemble de l'empire le long des principales routes. À proximité de chaque hôpital se trouvait une chapelle. On pense que les hôpitaux eux-mêmes étaient construits en bois. De nombreuses inscriptions en Khmer et en sanscrit ont été retrouvées à proximité de ces arogayasalas, en rapport avec ces hôpitaux.
Comme la plupart des chapelles d'hôpital de Jayavarman VII, le plan en est très simple: il s'agit d'une petite tour carrée en latérite, avec un porche faisant face à l'est. Non loin, se trouve un sra.

## Photographies

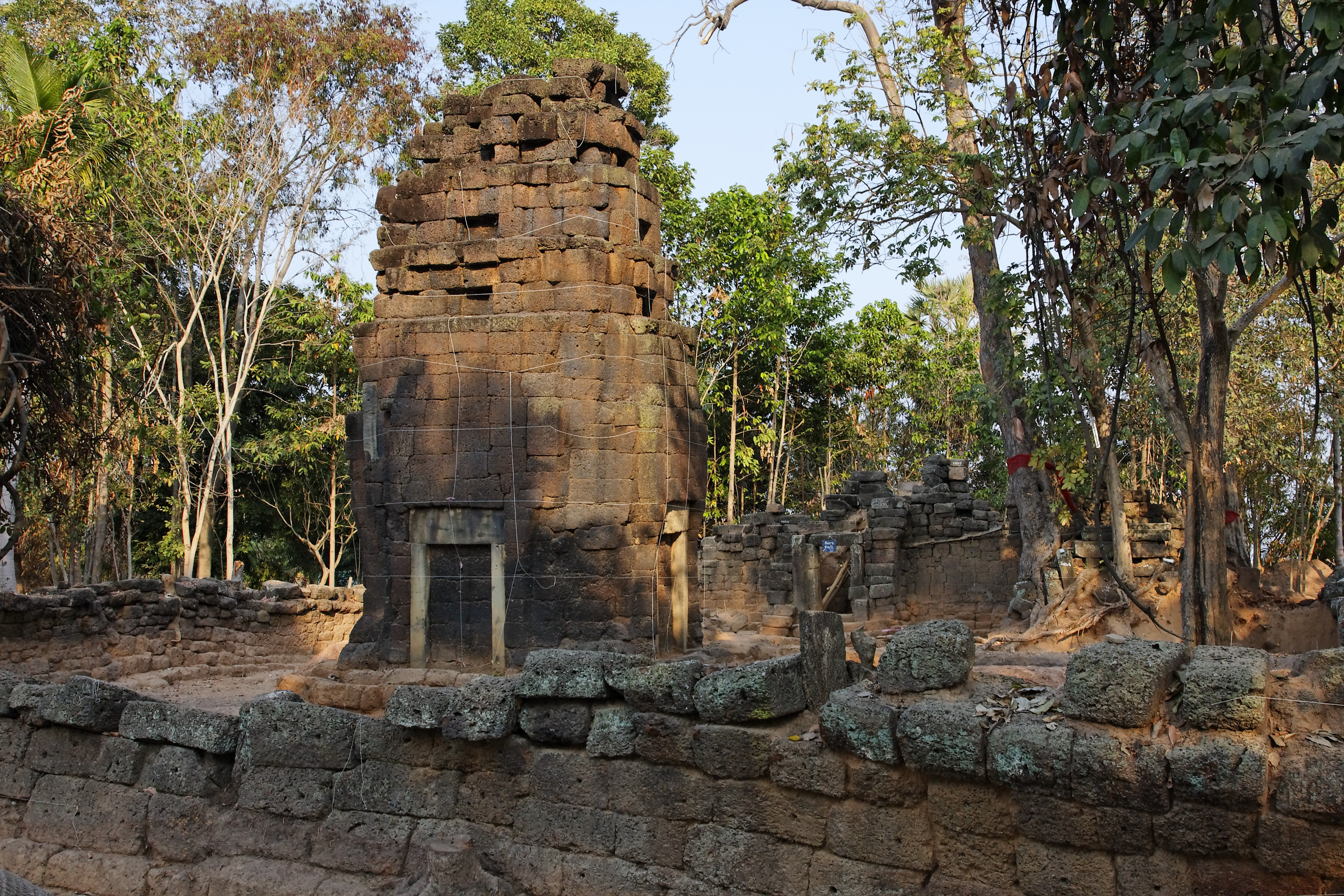
La tour
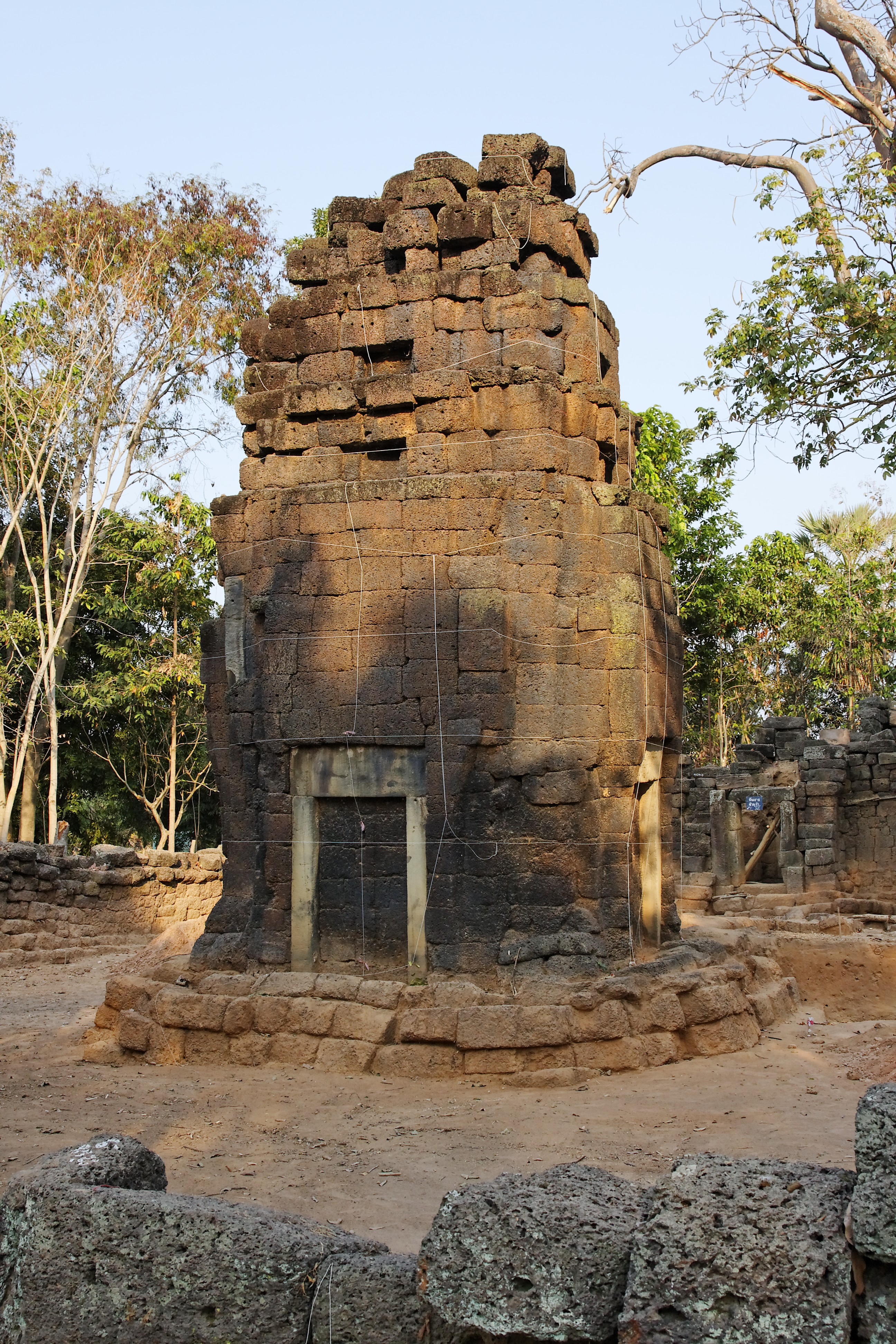
La tour
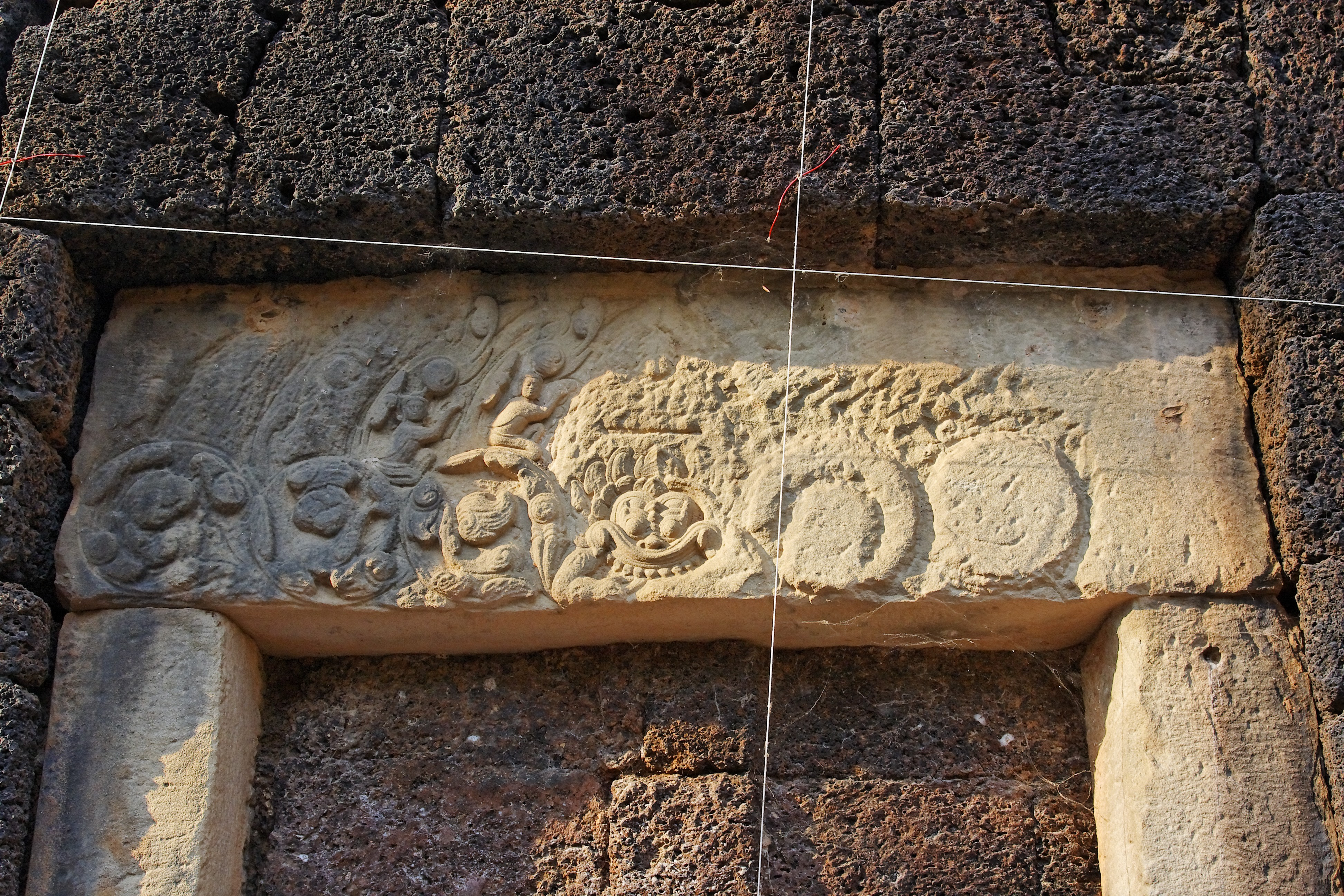
Linteau inachevé: on peut néanmoins voir un Kâla
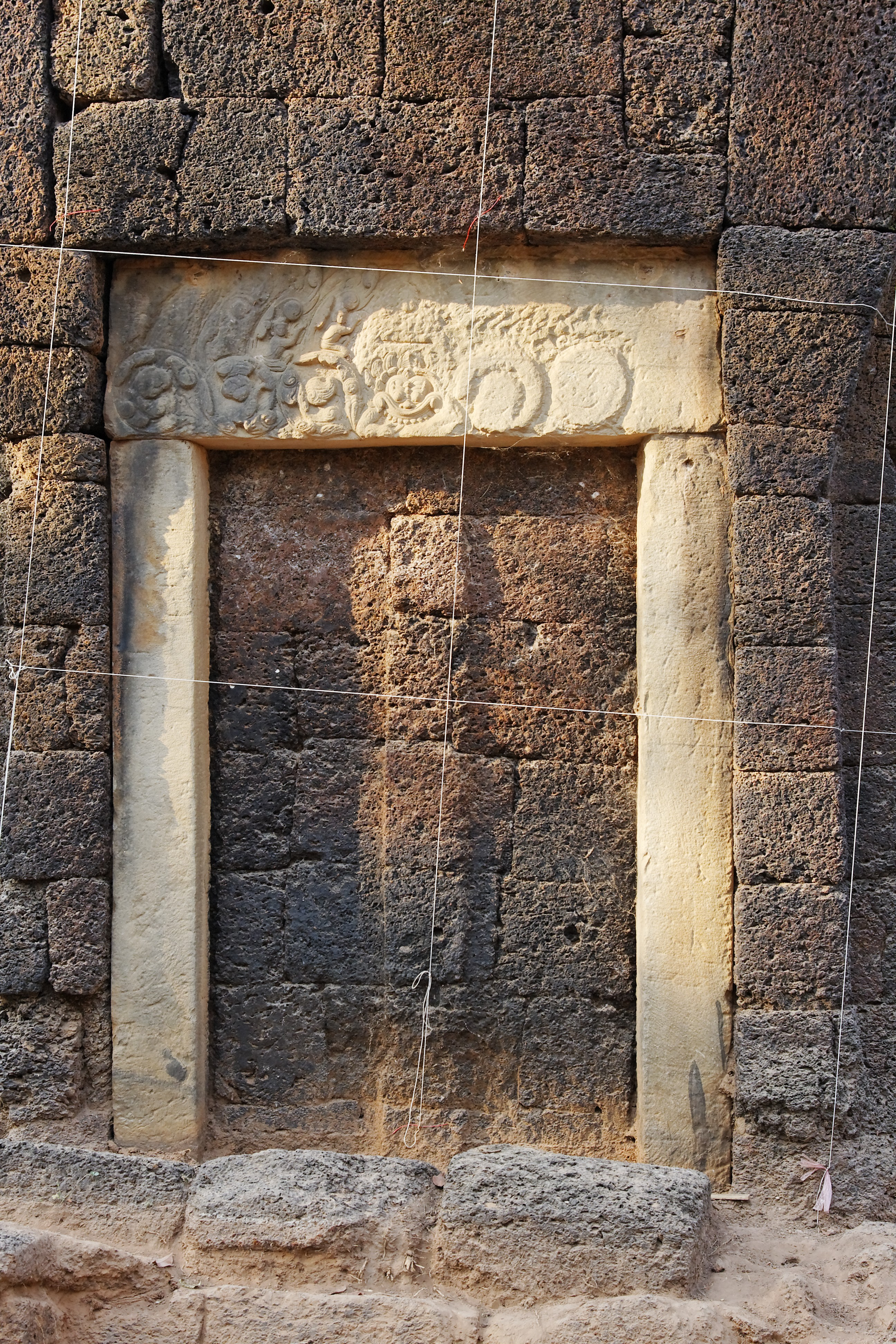
Fausse porte
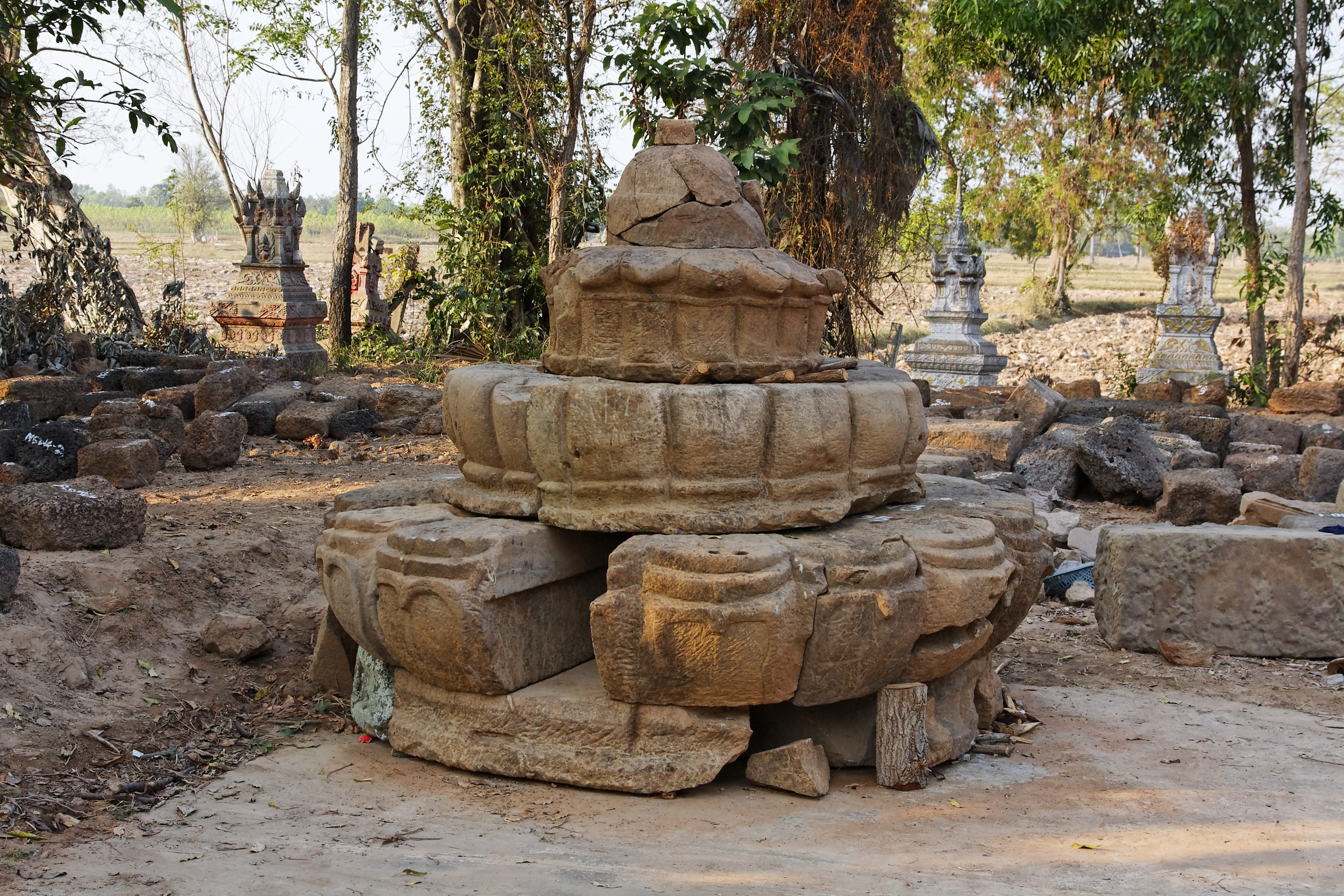
Bouton de lotus en pierre, qui ornait le sommet de la tour
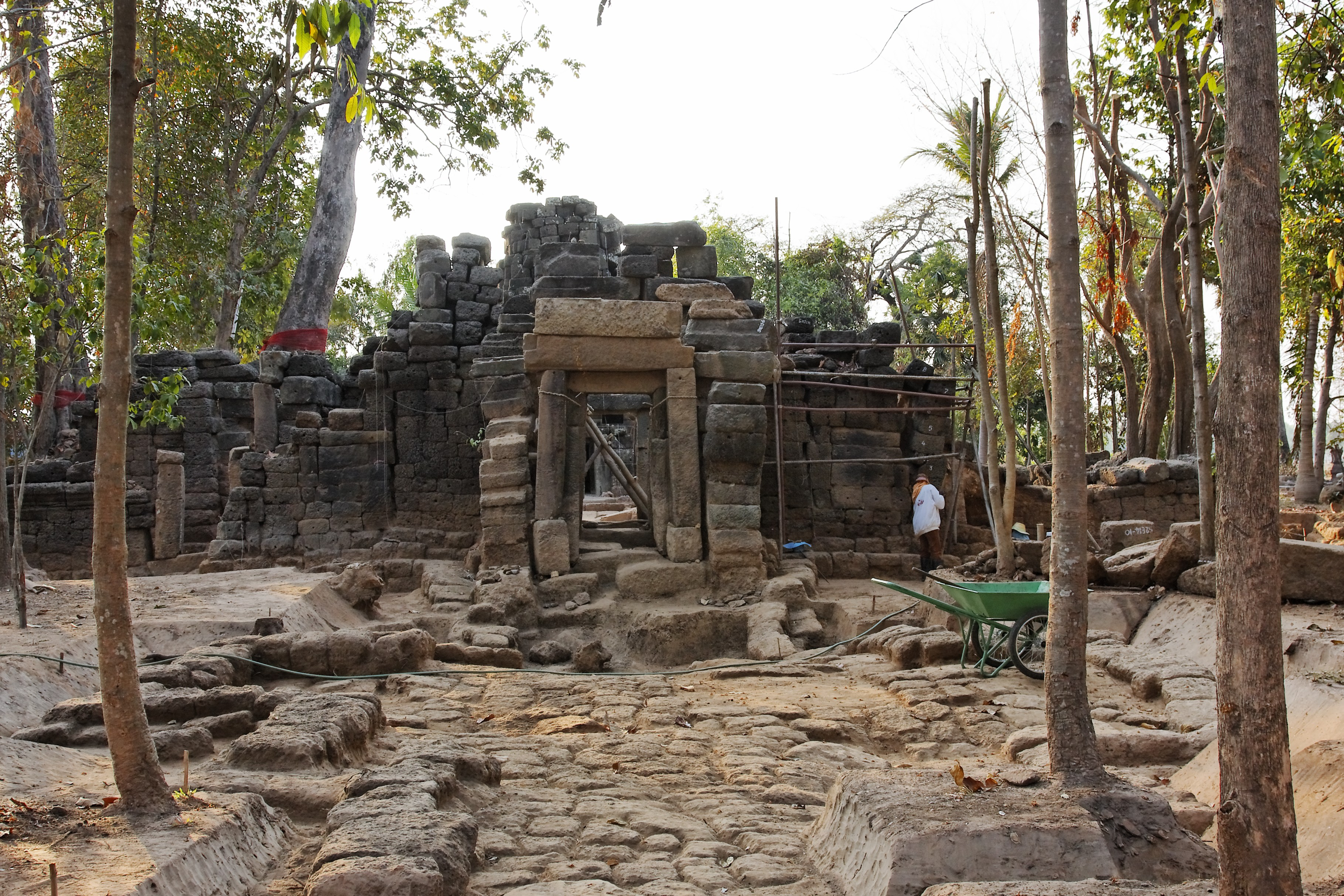
Accès au sanctuaire
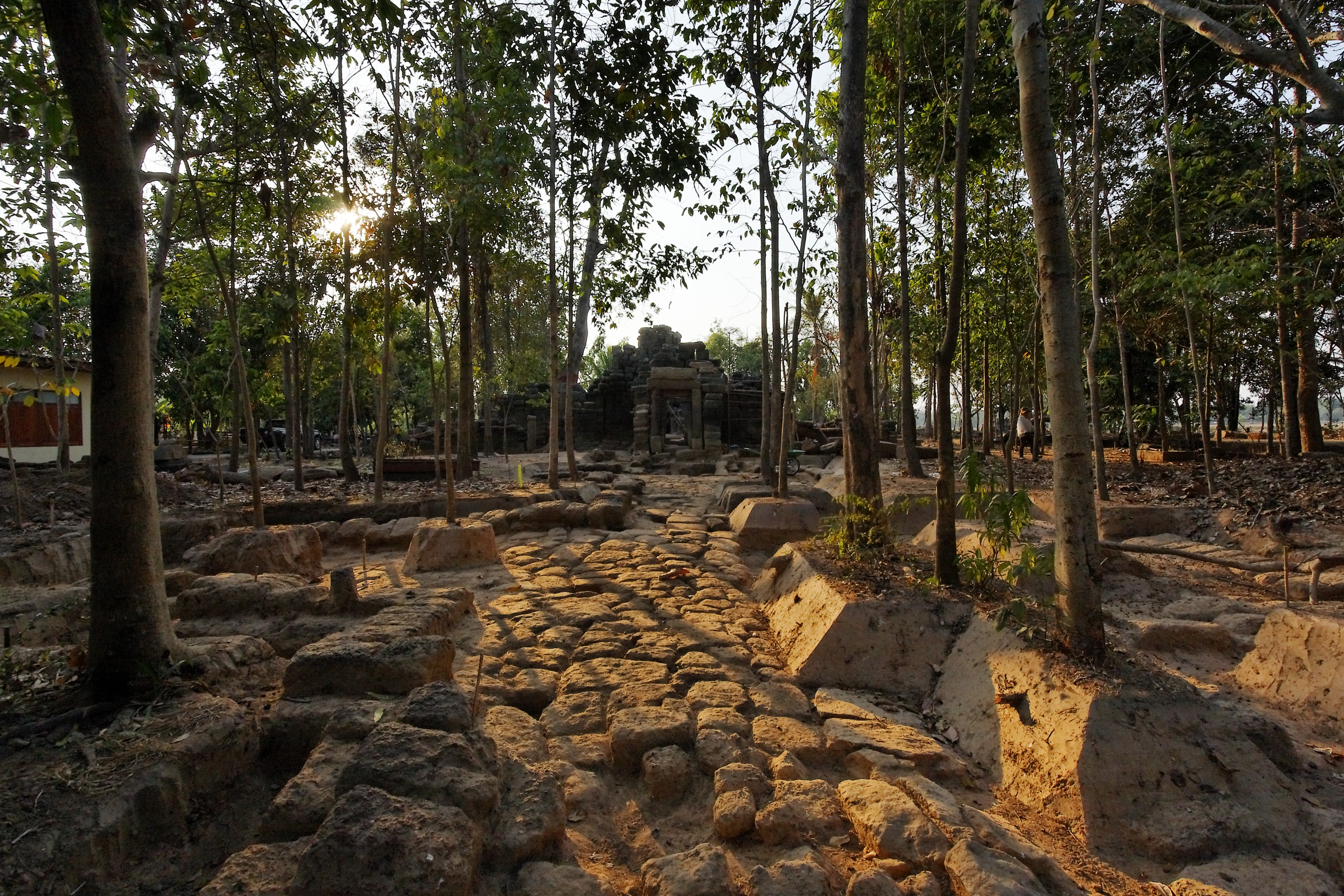
Accès au sanctuaire
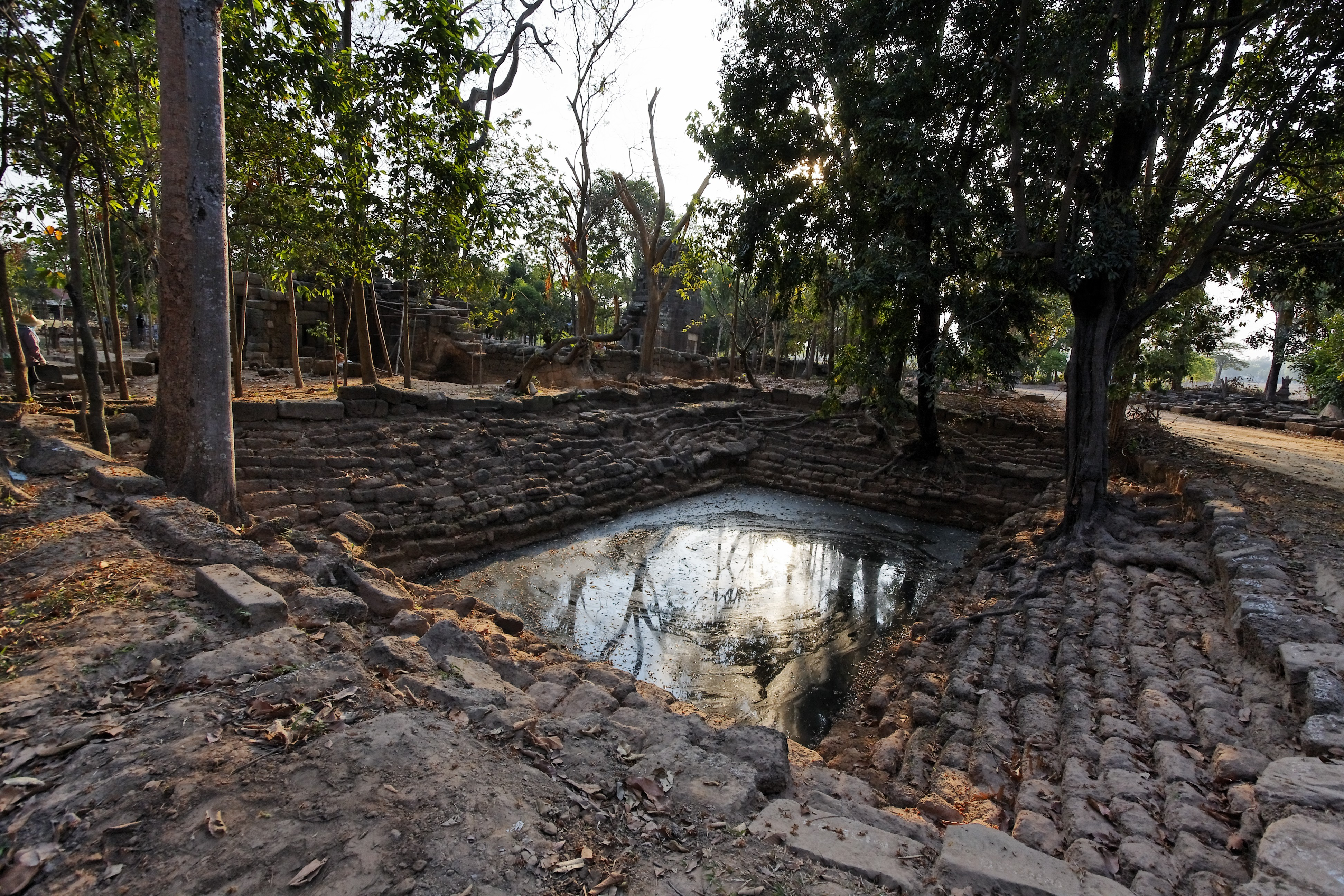
Sra